# Biblioteca Sucursal Heights
La Biblioteca Sucursal Heights (en inglés: Heights Neighborhood Library) es una biblioteca pública en el barrio Houston Heights en Houston, Texas (Estados Unidos). Como parte de la Biblioteca Pública de Houston (HPL por sus siglas en inglés), se ubicada en 1302 Heights Boulevard, en la manzana número 170 del Heights. Tiene una fachada de estuco rosa en el estilo renacentista italiano, y arcos en sus puertas y ventanas. Jason P. Theriot afirma en la Houston Review que los techos son "altos" ("high") y los arcos fueron hechos "hermosamente" ("beautifully"). La biblioteca tiene 1347 m² de área.
La ciudad de Houston la designó como un monumento protegido en 2005. El Servicio de Parques Nacionales (NPS) lo agregó al Registro Nacional de Lugares Históricos (NRHP) en 1984 como la Houston Public Library.

## Historia
La primera biblioteca de los Heights fue la Baptist Temple Library, abierta en 1909, fue establecida por el reverendo Fred Huhns. La colección se trasladó a la Heights Senior High School en 1918. Los trustees y la Comité Heights gastó 7000 dólares para adquirir el terreno de la biblioteca actual en los mediados de los años 1920. El edificio actual se abrió en 1925 y fue inaugurado en 18 de marzo de 1926. El área inicial fue 650 m². Theriot afirma que la biblioteca se hizo muy popular. Jimmie May Hicks, una mujer irlandoestadounidense de Georgia, era la bibliotecaria jefe en 1931 a 1964 organizó una colección de documentos y fotografías sobre los Houston Heights.
En 1974 la HHA clasificó la biblioteca como un proyecto de embellecimiento. De 1977 a 1980, un proyecto de expansión agregó 278 m² al lado norte y otras áreas porque HPL creía que la biblioteca necesitaba más superficie. Durante la expansión un edificio no utilizado en Merchant's Park fue la ubicación temporal.
En 2001 HPL consideró derribar el antiguo edificio y construir un nuevo edificio. Pero después la comunidad, incluyendo la HHA, criticó la propuesta inicial, la HPL, comenzando a principios de 2002, renovó el edificio a los estándares de la Ley para Estadounidenses con Discapacidades de 1990 (ADA por sus siglas en inglés).